# Географія Гвінеї-Бісау
Гвінея-Бісау — невелика західноафриканська країна, що знаходиться на західному узбережжі континенту . Загальна площа країни 36 125 км² (138-ме місце у світі), з яких на суходіл припадає 28 120 км², а на поверхню внутрішніх вод — 8 005 км². Площа країни трохи більша за площу Одеської області України. 

## Назва
Офіційна назва — Республіка Гвінея-Бісау, Гвінея-Бісау (порт. Republica da Guine-Bissau, Guine-Bissau). Назва країни походить від злиття топоніму Гвінея і назви столиці — Бісау, щоб відрізнити нову незалежну країну, колишню Португальську Гвінею, від сусідньої Гвінеї. Топонім Гануа, Гінья (Ganua, Ginya) зустрічається на картах XIV століття. У сучасному вигляді топонім Гвінея (порт. Guinea) уведений у XV столітті португальськими мореплавцями на означення усіх африканських земель на південь від Сахари, від них він потрапив до інших європейських мов. З мови сусу топонім перекладається як жінки, за іншою версією, походить від бербер. Akal n-Iguinawen, що означає «Земля німих», тобто варварів, що не розуміють берберської.

## Географічне положення

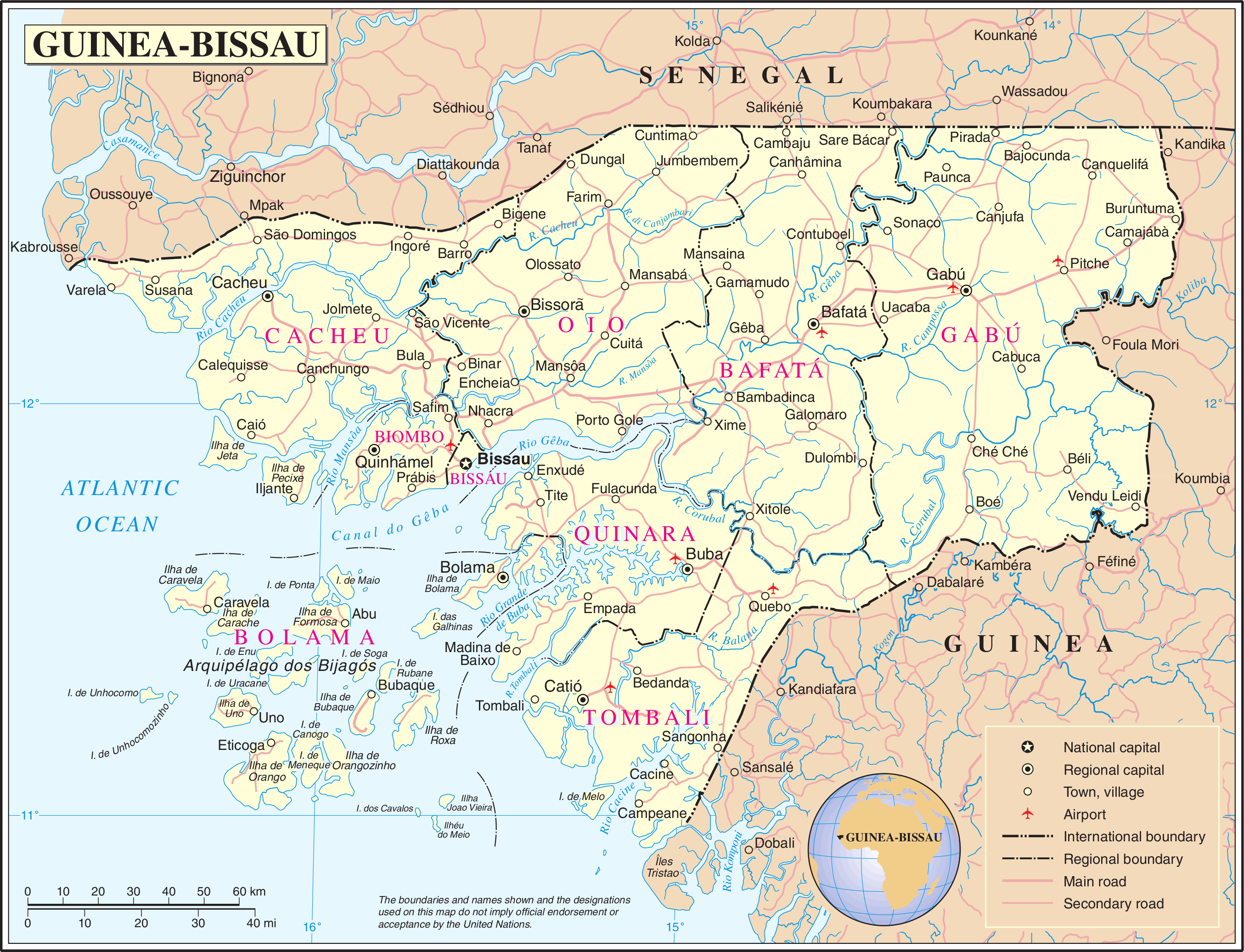
Карта Гвінеї-Бісау від ООН

Гвінея-Бісау — невелика західноафриканська країна, що межує з двома іншими країнами: на півночі — із Сенегалом (спільний кордон — 341 км), на сході — з Гвінеєю (421 км). Загальна довжина державного кордону — 762 км. Гвінея-Бісау на заході омивається водами Атлантичного океану. Загальна довжина морського узбережжя 350 км.
Згідно з Конвенцією Організації Об'єднаних Націй з морського права (UNCLOS) 1982 року, протяжність територіальних вод країни встановлено в 12 морських миль (22,2 км). Виключна економічна зона встановлена на відстань 200 морських миль (370,4 км) від узбережжя.

### Час
Час у Гвінеї-Бісау: UTC0 (-2 години різниці часу з Києвом).

## Геологія

### Корисні копалини
Надра Гвінеї-Бісау багаті на ряд корисних копалин: фосфати, боксити, каолін, граніт, вапняк, нафту.

## Рельєф
Середні висоти — 70 м; найнижча точка — рівень вод Атлантичного океану (0 м); найвища точка — невідома висота на сході країни на плато Фута-Джаллон (300 м).

Рельєф Гвінеї-Бісау
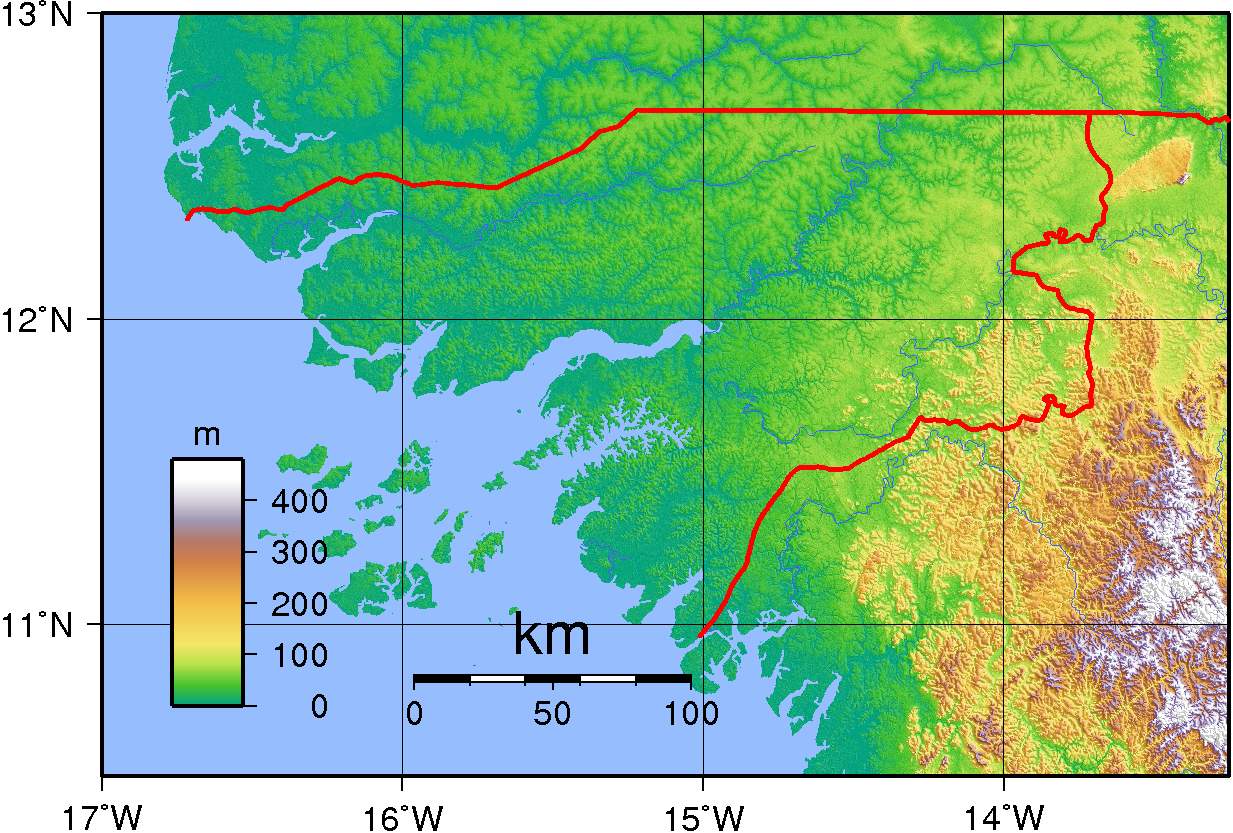
Рельєф Гвінеї-Бісау
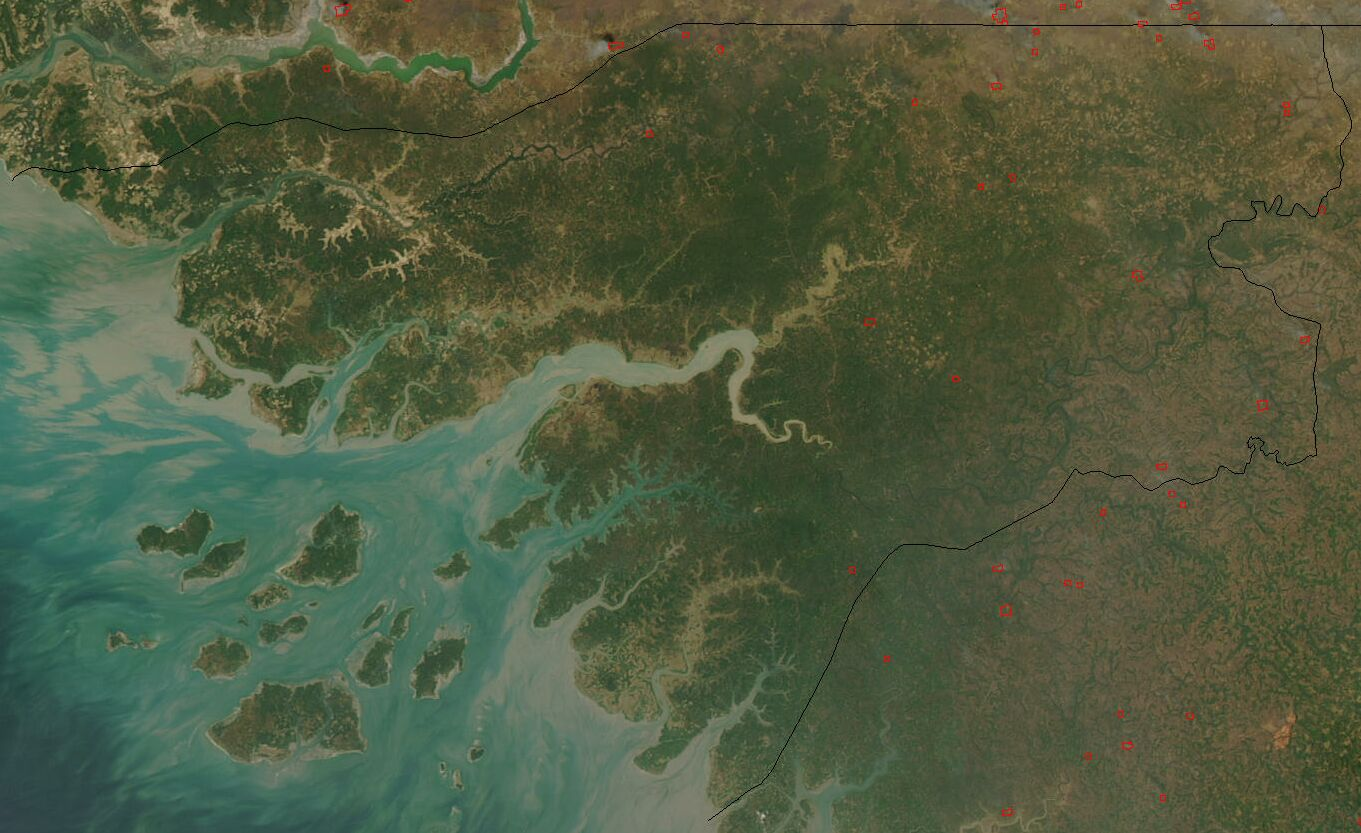
Супутниковий знімок поверхні країни
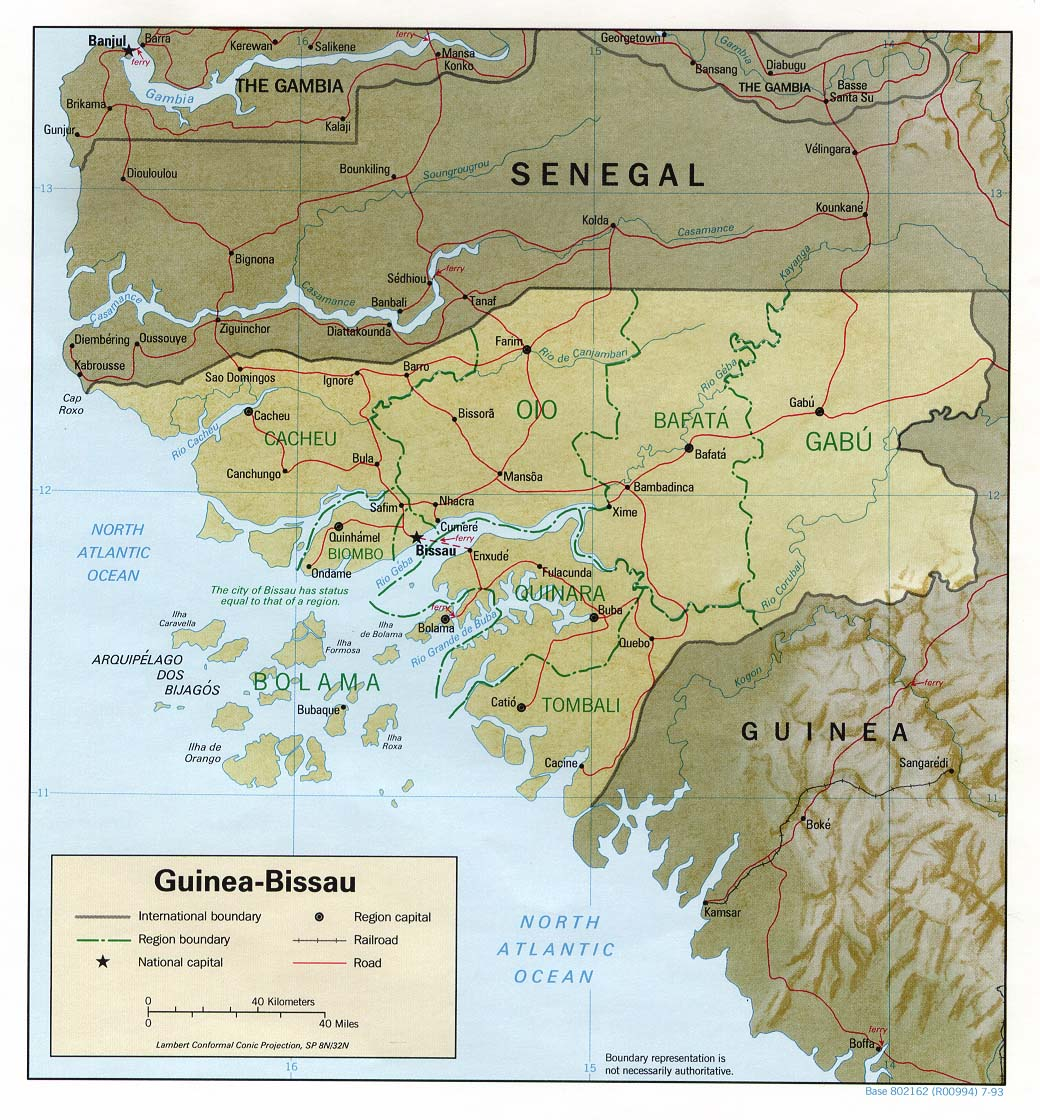
Карта країни (англ.)
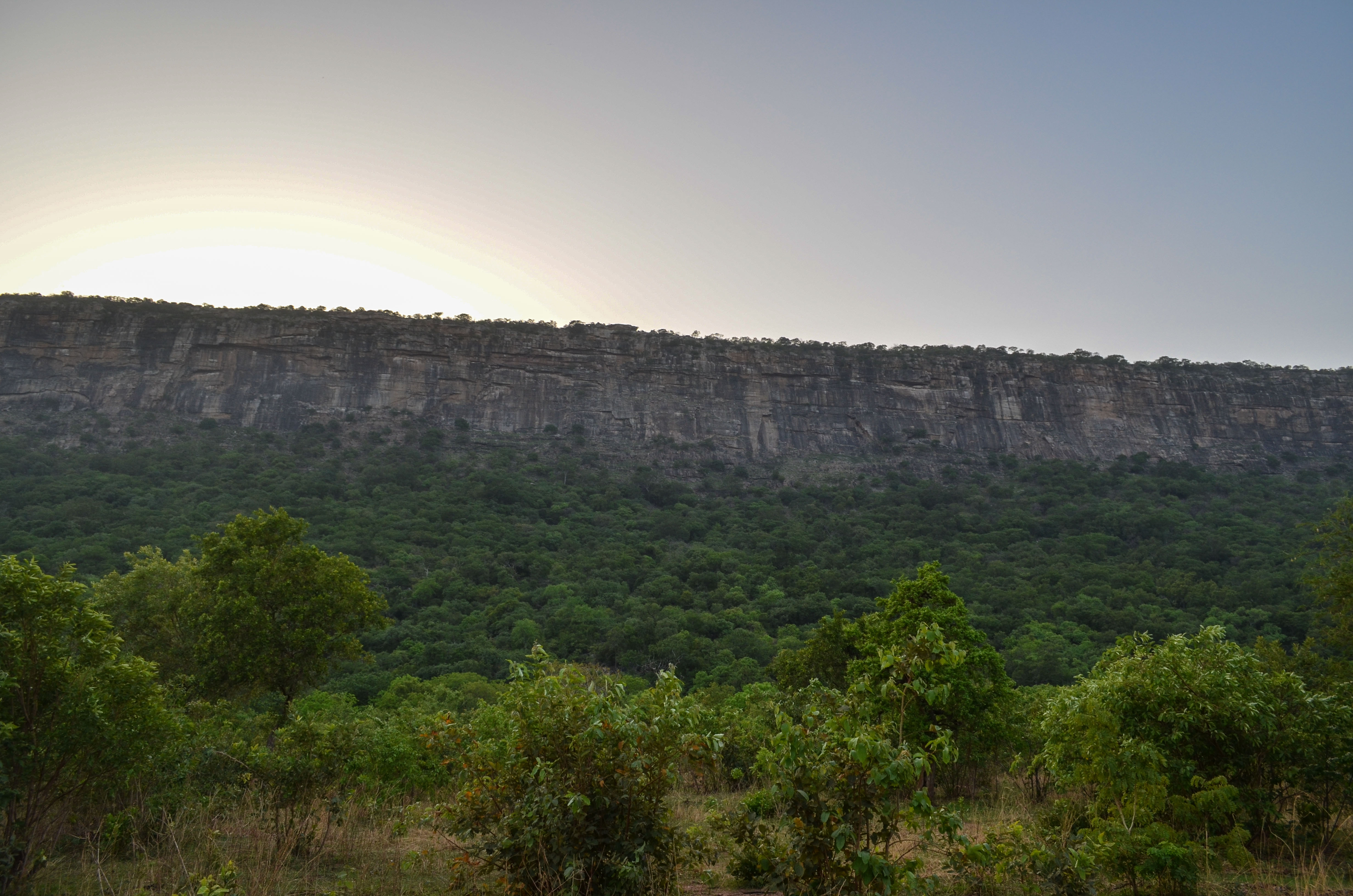
Плато на кордоні з Гвінеєю

### Узбережжя

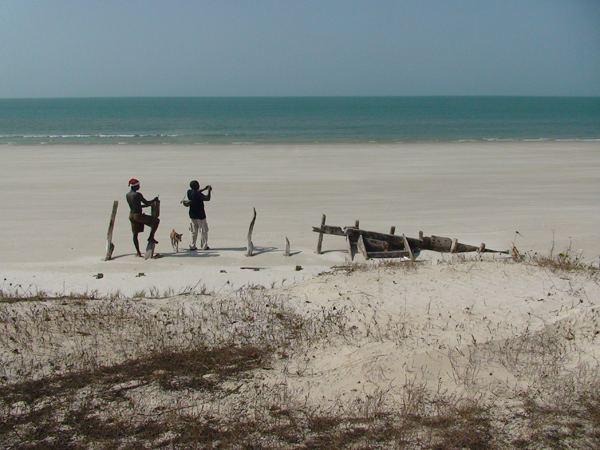
Піщане узбережжя острова Каравела
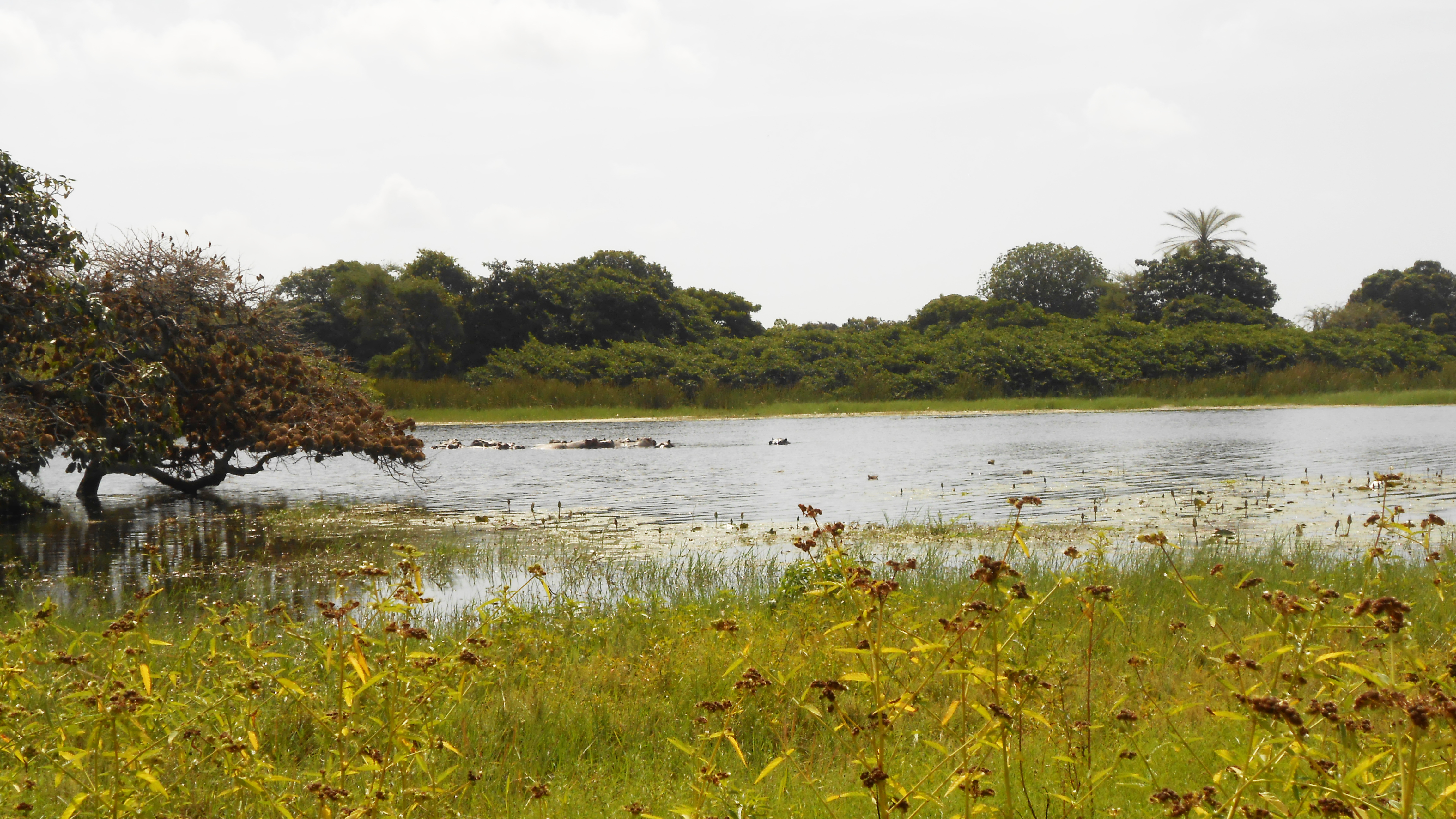
Маршове узбережжя з гіпопотамами
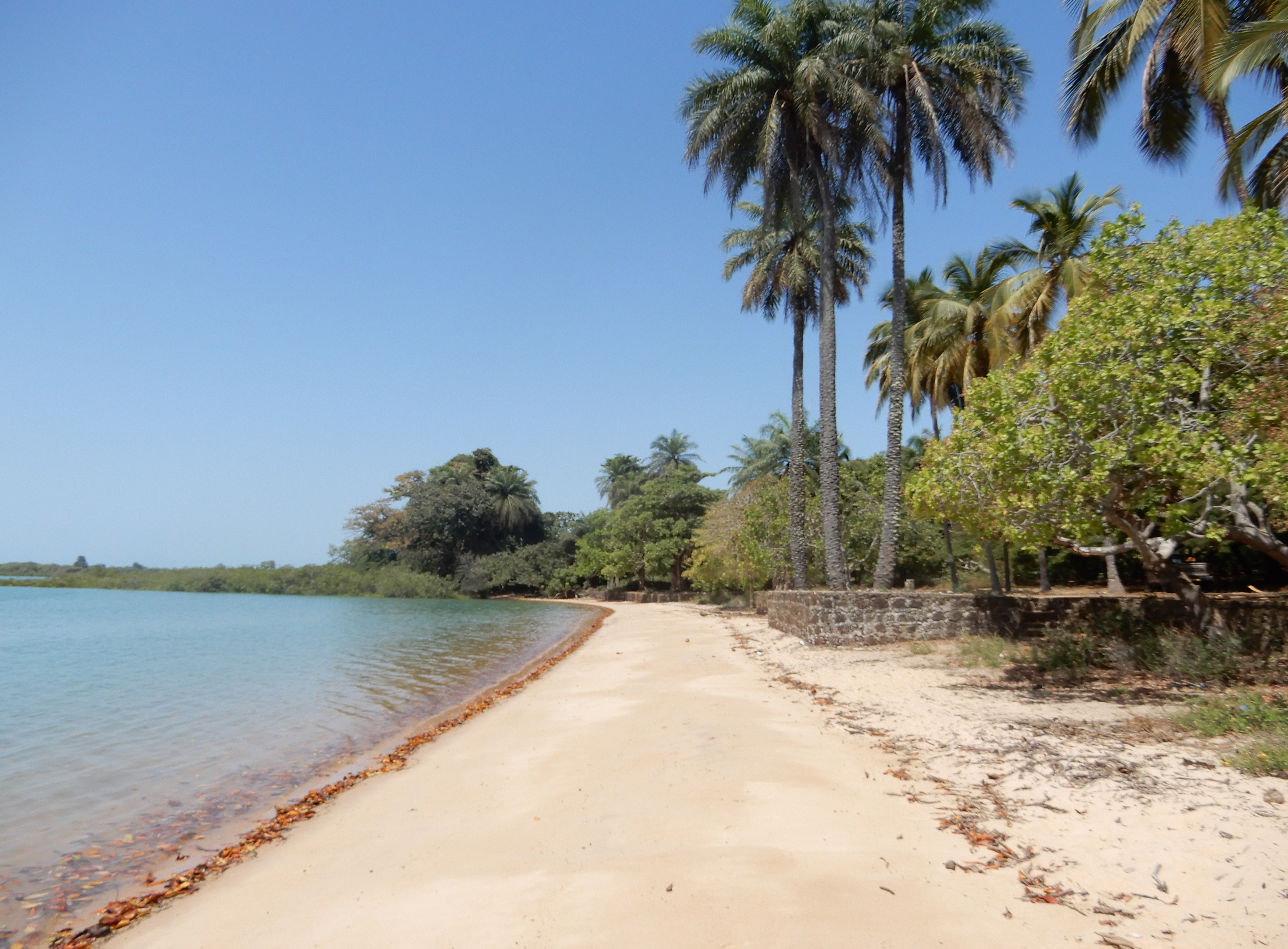
Пляж Офір, Болама

### Острови

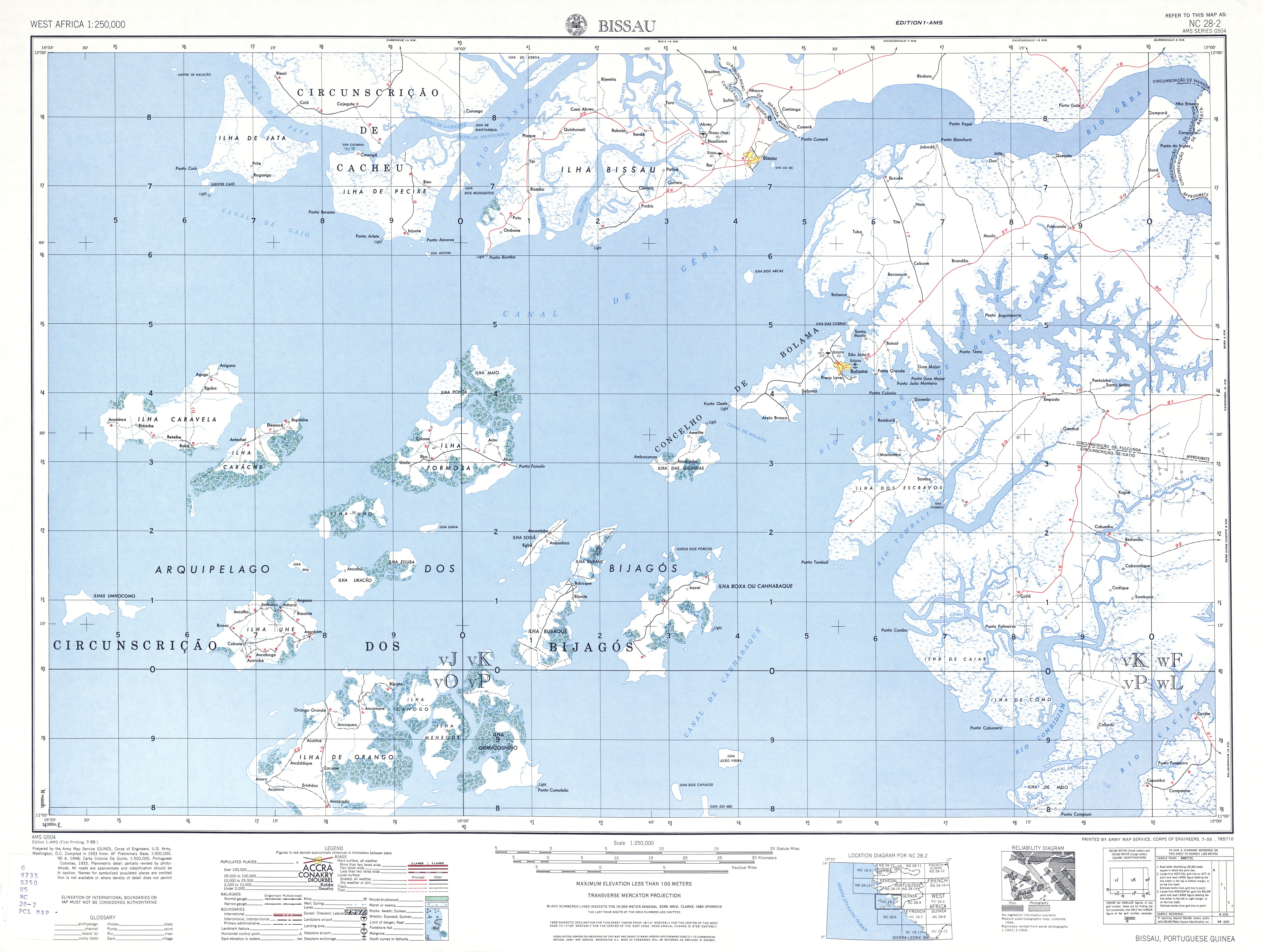
Архіпелаг Біжагош (порт.)

## Клімат
Територія Гвінеї-Бісау лежить у субекваторіальному кліматичному поясі. Влітку переважають екваторіальні повітряні маси, взимку — тропічні. Влітку вітри дмуть від, а взимку до екватора. Сезонні амплітуди температури повітря незначні, зимовий період не набагато прохолодніший за літній. У літньо-осінній період з океану можуть надходити тропічні циклони.

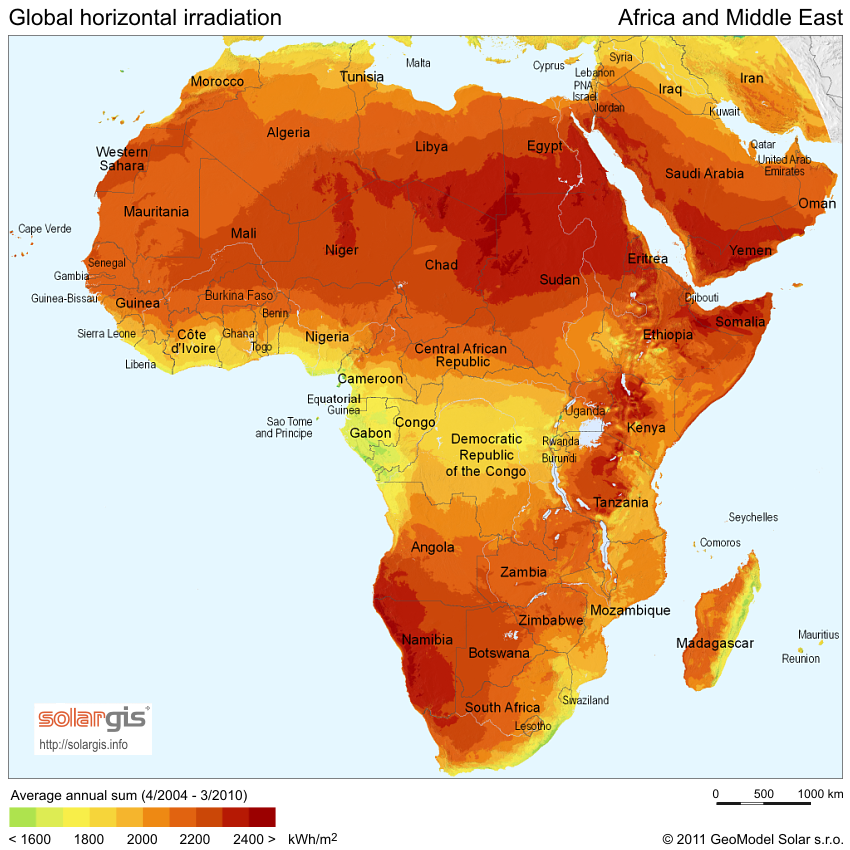
Сонячна радіація (англ.)
Кліматична карта Гвінеї-Бісау (за Кеппеном)Кліматична карта Гвінеї-Бісау (за Кеппеном)
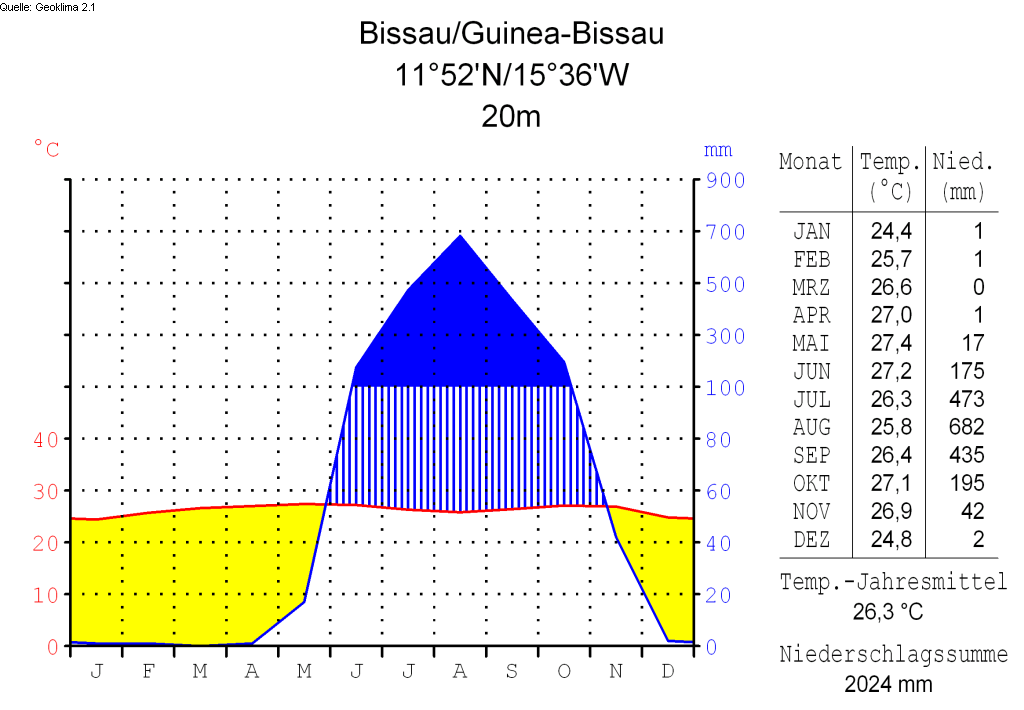
Кліматограма Бісау
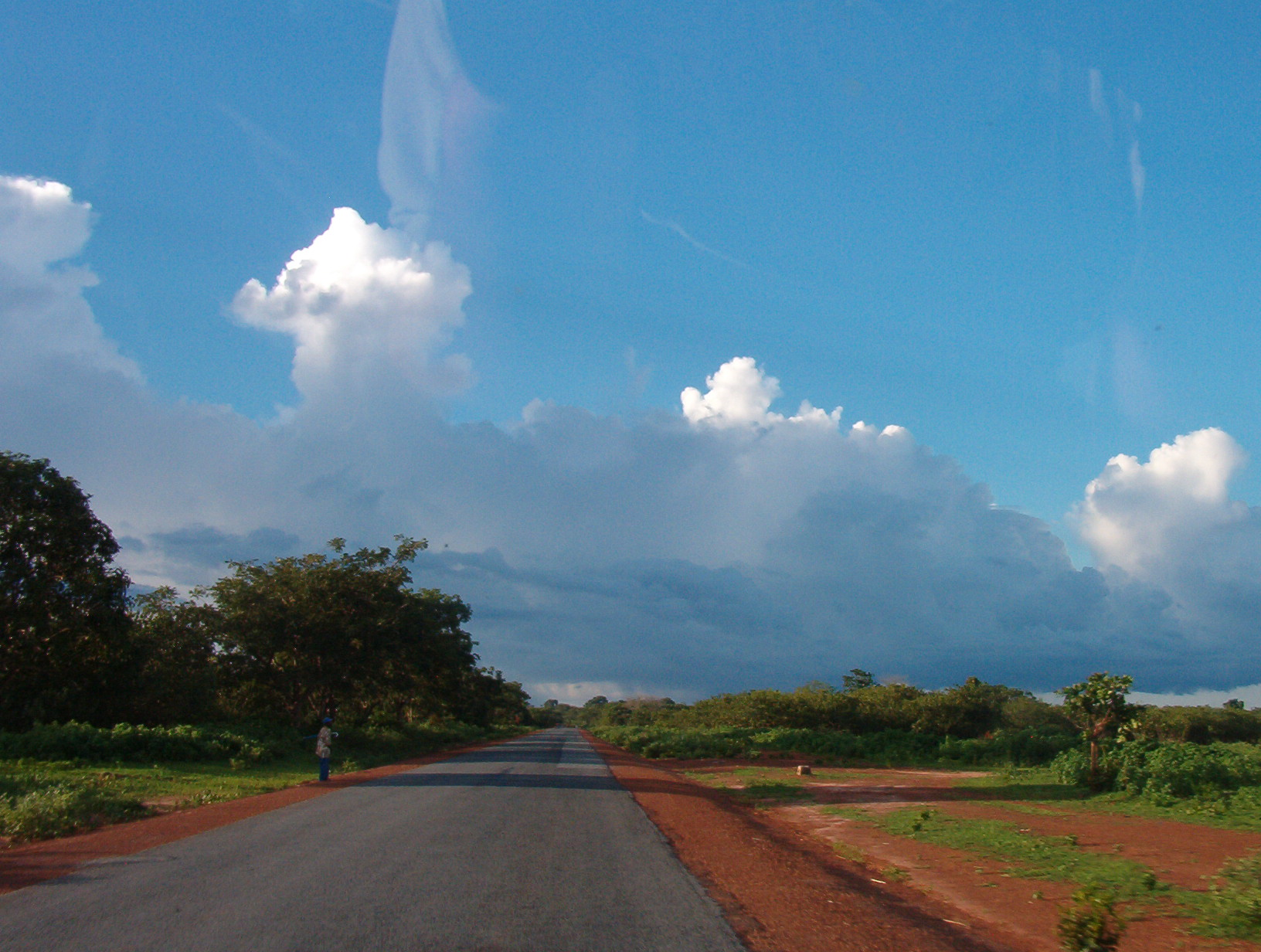
Типова вранішня атмосферна конвекція

Гвінея-Бісау є членом Всесвітньої метеорологічної організації (WMO), в країні ведуться систематичні спостереження за погодою.

## Внутрішні води
Загальні запаси відновлюваних водних ресурсів (ґрунтові і поверхневі прісні води) становлять 31 км³. Станом на 2012 рік в країні налічувалось 250 км² зрошуваних земель.

### Річки
Річки країни належать басейну Атлантичного океану.

## Рослинність
Земельні ресурси Гвінеї-Бісау (оцінка 2011 року):
- придатні для сільськогосподарського обробітку землі — 44,8 %,
  - орні землі — 8,2 %,
  - багаторічні насадження — 6,9 %,
  - землі, що постійно використовуються під пасовища — 29,7 %;
- землі, зайняті лісами і чагарниками — 55,2 %;
- інше — 0 %[1].

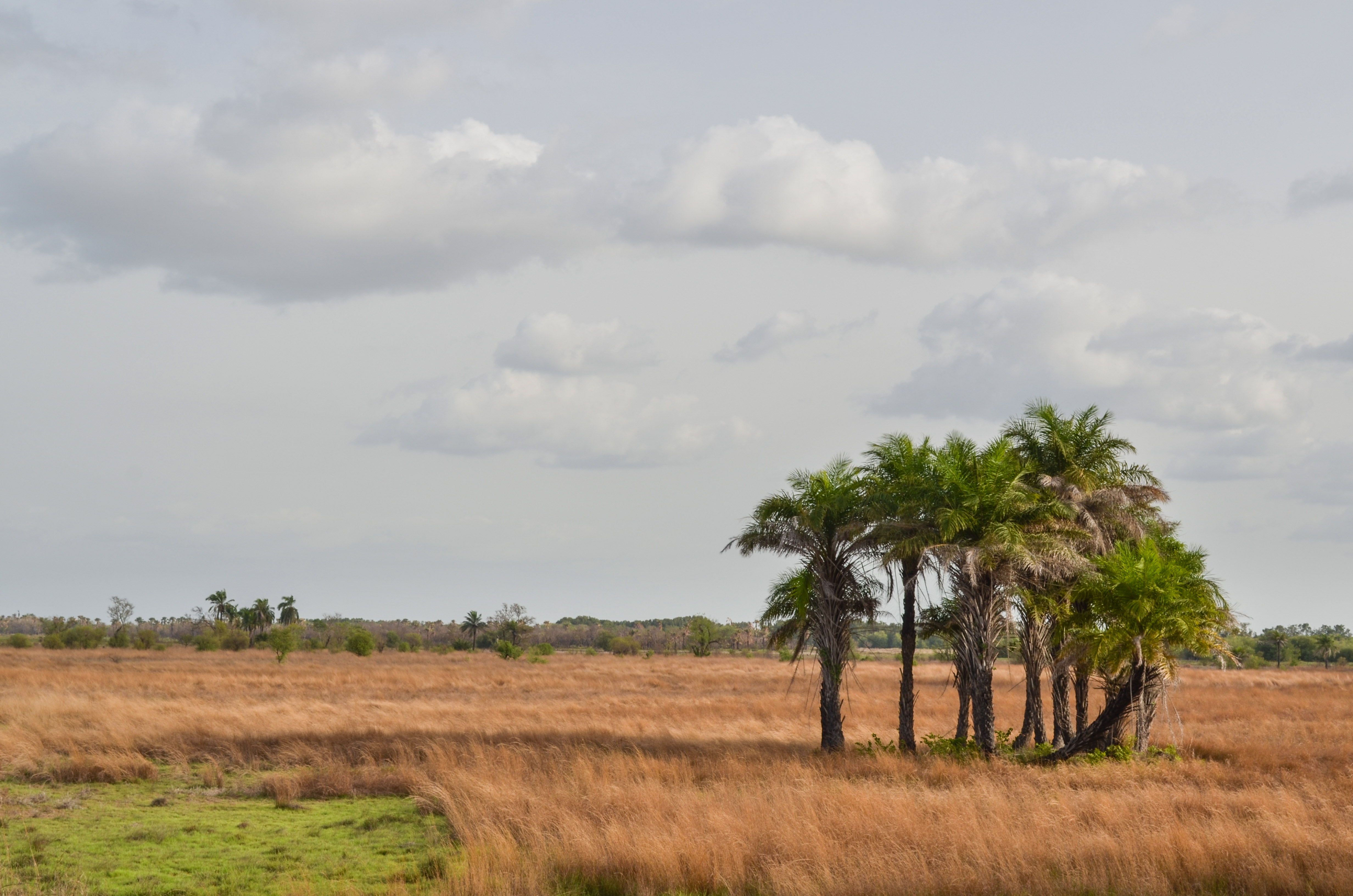
Бісауаська саванна
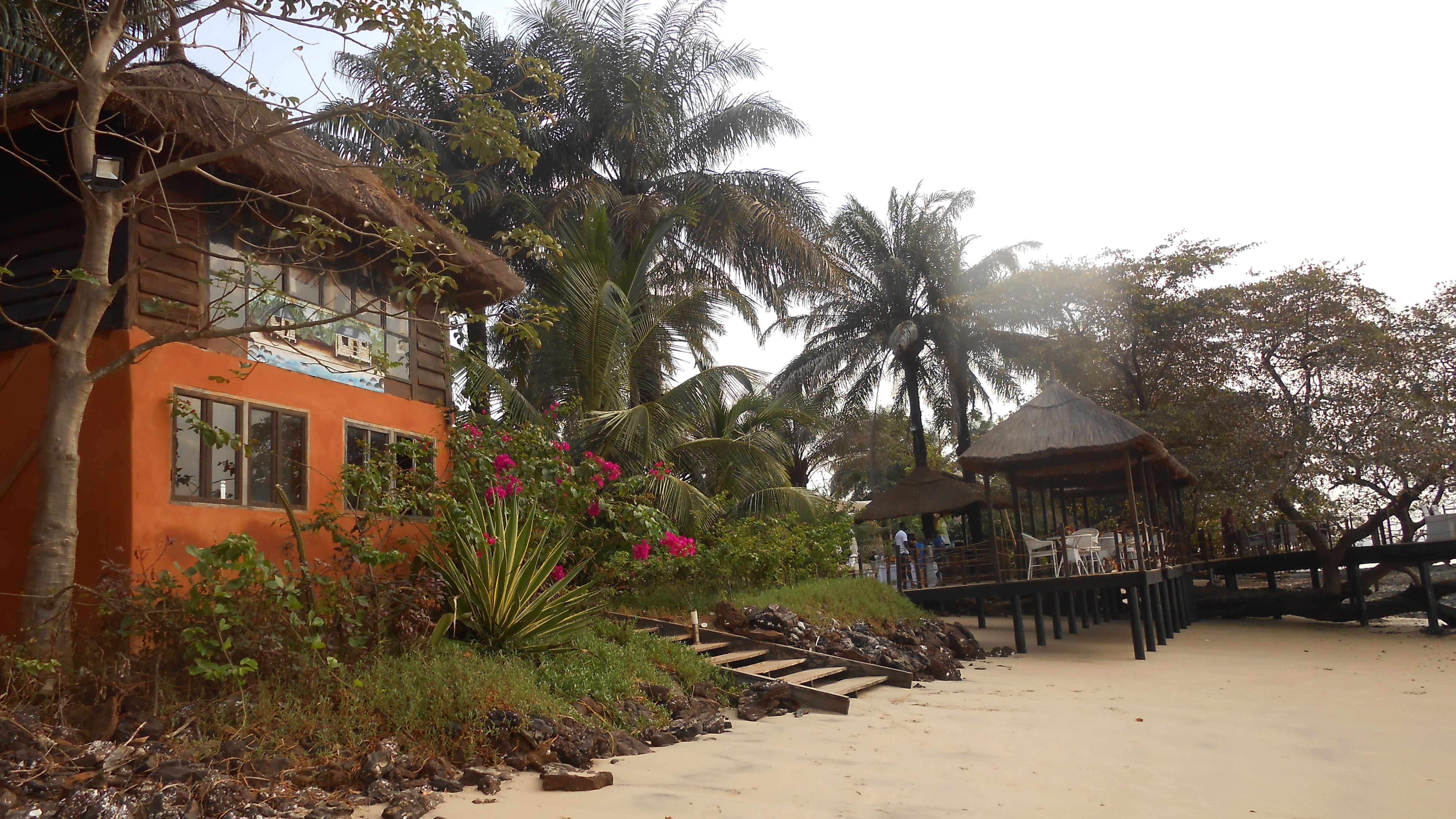
Рослинність на узбережжі

## Тваринний світ
Зоогеографічно територія країни належить до Західноафриканської підобласті Ефіопської області.

## Охорона природи
Гвінея-Бісау є учасником ряду міжнародних угод з охорони навколишнього середовища:
- Конвенції про біологічне різноманіття (CBD),
- Рамкової конвенції ООН про зміну клімату (UNFCCC),
- Кіотського протоколу до Рамкової конвенції,
- Конвенції ООН про боротьбу з опустелюванням (UNCCD),
- Конвенції про міжнародну торгівлю видами дикої фауни і флори, що перебувають під загрозою зникнення (CITES),
- Базельської конвенції протидії транскордонному переміщенню небезпечних відходів,
- Конвенції з міжнародного морського права,
- Монреальського протоколу з охорони озонового шару,
- Рамсарської конвенції із захисту водно-болотних угідь[11].

## Стихійні лиха та екологічні проблеми
На території країни спостерігаються небезпечні природні явища і стихійні лиха: сухі пилові вітри харматани дмуть з Сахари в сухий сезон, спричиняючи зниження вологості повітря і значне зниження видимості; пожежі в савані.
Серед екологічних проблем варто відзначити:
- знеліснення;
- ерозію ґрунтів;
- перевипасання;
- перевилов риби.

## Фізико-географічне районування
У фізико-географічному відношенні територія Гвінеї-Бісау належить підобласті приатлантичних рівнин Сенегамбії західносуданської області природної країни Судану. Умовно її можна розділити на два райони, що відрізняються один від одного рельєфом, кліматом, рослинним покривом:
- Північний схід. .
- Південний захід. .

### Українською
- Атлас світу / голов. ред. І. С. Руденко ; зав. ред. В. В. Радченко ; відп. ред. О. В. Вакуленко. — К. : ДНВП «Картографія», 2005. — 336 с. — ISBN 9666315467.
- Атлас. 7 клас. Географія материків і океанів / Укладачі О. Я. Скуратович, Н. І. Чанцева. — К. : ДНВП «Картографія», 2014.
- Бєлозоров С. Т. Африка : фізико-географічний нарис. — вид. 2-ге, перероб. і доп. — К. : Радянська школа, 1957. — 232 с.
- Барановська О. В. Фізична географія материків і океанів : навч. посіб. для студентів ВНЗ : [у 2 ч.]. — Н. : Ніжинський державний університет ім. Миколи Гоголя, 2013. — 306 с. — ISBN 978-617-527-106-3.
- Африка // Гірничий енциклопедичний словник : [у 3-х тт.] / за ред. В. С. Білецького. — Д. : Східний видавничий дім, 2004. — Т. 3. — 752 с. — ISBN 966-7804-78-X.
- Костів Л. Я. Фізична географія материків і океанів. Африка : навч.-метод. посібник. — Л. : Видавничий центр ЛНУ імені Івана Франка, 2017. — 184 с. — ISBN 978-617-10-0374-3.
- Панасенко Б. Д. Фізична географія материків : навч. посіб. : в 2 ч. — В. : ЕкоБізнесЦентр, 1999. — 200 с.
- Юрківський В. М. Регіональна економічна і соціальна географія. Зарубіжні країни: Підручник. — 2-ге. — К. : Либідь, 2001. — 416 с. — ISBN 966-06-0092-5.

### Англійською
- (англ.) Graham Bateman. The Encyclopedia of World Geography. — Andromeda, 2002. — 288 с. — ISBN 1871869587.

### Російською
- (рос.) Авакян А. Б., Салтанкин В. П., Шарапов В. А. Водохранилища. — М. : Мысль, 1987. — 326 с. — (Природа мира)
- (рос.) Алисов Б. П., Берлин И. А., Михель В. М. Курс климатологии [в 3-х тт.] / под. ред. Е. С. Рубинштейна. — Л. : Гидрометиздат, 1954. — Т. 3. Климаты земного шара. — 320 с.
- (рос.) Апродов В. А. Зоны землетрясений. — М. : Мысль, 2010. — 462 с. — (Природа мира) — ISBN 978-5-244-01122-7.
- (рос.) Гвинея-Бисау // Африка: энциклопедический справочник [в 2-х тт.] / гл. ред. А. А. Громыко. — М. : Советская энциклопедия, 1986. — Т. 1. А-К. — 671 с.
- (рос.) Браун Л. Африка. — М. : Прогресс, 1976. — 288 с. — (Континенты, на которых мы живем)
- (рос.) Букштынов А. Д., Грошев Б. И., Крылов Г. В. Леса. — М. : Мысль, 1981. — 316 с. — (Природа мира)
- (рос.) Власова Т. В. Физическая география материков. С прилегающими частями океанов. Южная Америка, Африка, Австралия и Океания, Антарктида. — 4-е, перераб. — М. : Просвещение, 1986. — 269 с.
- (рос.) Гвоздецкий Н. А., Голубчиков Ю. Н. Горы. — М. : Мысль, 1987. — 400 с. — (Природа мира)
- (рос.) Гвоздецкий Н. А. Карст. — М. : Мысль, 1981. — 214 с. — (Природа мира)
- (рос.) Географический энциклопедический словарь: географические названия / под. ред. А. Ф. Трёшникова. — 2-е изд., доп. — М. : Советская энциклопедия, 1989. — 585 с. — ISBN 5-85270-057-6.
- (рос.) Исаченко А. Г., Шляпников А. А. Ландшафты. — М. : Мысль, 1989. — 504 с. — (Природа мира) — ISBN 5-244-00177-9.
- (рос.) Каплин П. А., Леонтьев О. К., Лукьянова С. А., Никифоров Л. Г. Берега. — М. : Мысль, 1991. — 480 с. — (Природа мира) — ISBN 5-244-00449-2.
- (рос.) Словарь современных географических названий / под общей редакцией акад. В. М. Котлякова. — Екатеринбург : У-Фактория, 2006.
- (рос.) Литвин В. М., Лымарев В. И. Острова. — М. : Мысль, 2010. — 288 с. — (Природа мира) — ISBN 978-5-244-01129-6.
- (рос.) Лобова Е. В., Хабаров А. В. Почвы. — М. : Мысль, 1983. — 304 с. — (Природа мира)
- (рос.) Максаковский В. П. Географическая картина мира. Книга I: Общая характеристика мира. — М. : Дрофа, 2008. — 495 с. — ISBN 978-5-358-05275-8.
- (рос.) Максаковский В. П. Географическая картина мира. Книга II: Региональная характеристика мира. — М. : Дрофа, 2009. — 480 с. — ISBN 978-5-358-06280-1.
- (рос.) Поспелов Е. М. Географические названия мира: Топонимический словарь. — М. : АСТ, 2005.
- (рос.) Гвинея-Бисау // Страны Африки. Политико-экономический справочник / ред. В. Солодовников, В. Румянцев. — М. : Издательство политической литературы, 1969. — 318 с.
- (рос.) Физико-географический атлас мира. — М. : Академия наук СССР и Главное управление геодезии и картографии ГУГК СССР, 1964. — 298 с.
- (рос.) Энциклопедия стран мира / глав. ред. Н. А. Симония. — М. : НПО «Экономика» РАН, отделение общественных наук, 2004. — 1319 с. — ISBN 5-282-02318-0.